# Bol vibrant
Pour les articles homonymes, voir Bol.

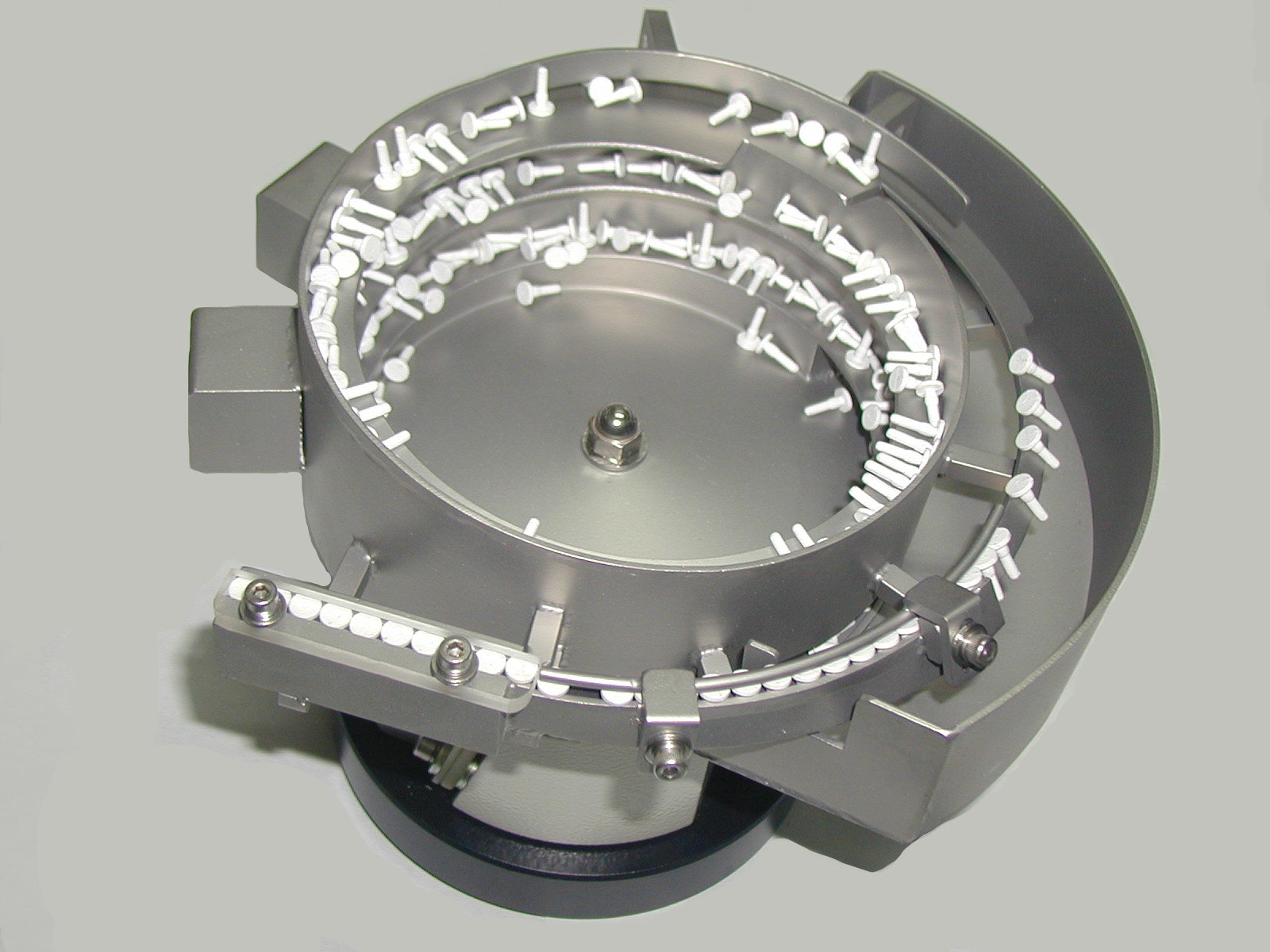
Bol vibrant pour épingles en plastique

Un bol vibrant est un procédé de séparation et de distribution de pièces utilisé dans l'industrie en amont des machines d'assemblage.

## Fonctionnement
Les pièces, généralement petites, telles des vis ou des bouchons, sont versées en vrac dans le fond du bol. Les vibrations les font remonter, en les séparant, mais les unes derrière les autres, le long d'une spirale suivant les parois du bol et à une allure dépendant de l’intensité vibratoire donnée par le moteur.
Les pièces qui n'ont pas été alignées, ou qui n'ont pas le bon format, sont triées le long de la dernière spirale et retombent dans le fond du bol ou sont retirées. En sortie du bol, les pièces sont alors identiques en forme et position, par exemple posées sur la tête, prêtes à être déplacées jusqu'à leur point d'utilisation.
Il existe différentes techniques de convoyage, et les vibrations du bol peuvent être asservies au niveau de remplissage du convoyeur aval, ce qui permet de gaver la distribution des pièces.
Le bol fait corps avec une base vibrante. Les vibrations ayant un effet abrasif qui augmente l'abrasion que peuvent produire les pièces, les bols sont généralement métalliques, inox ou acier galvanisé.

### Multi-format
Les spirales le long du bol ne permettent qu'une certaine marge de dimensionnement des pièces, mais des bols ont une capacité de traiter du multi-format, une fois effectués éventuellement des réglages de vibration, ou des réglages mécaniques, ou encore des pièces de format.
Les bols vibrants sont systématiquement adaptés aux pièces pour lesquels ils sont conçus.

## Dimensionnement et cadences
Les bols vibrants ont une cadence située entre une et 600 unités par minute, selon les caractéristiques des pièces et la taille du bol. Les bols petits ont un fonctionnement moins rapide.
Le dimensionnement du bol doit également se faire en fonction de la contenance souhaitée. Sur un diamètre déterminé par la cadence, la capacité de stockage peut être adaptée par la hauteur du bol. Comme les pièces doivent se pousser les unes les autres pour assurer une bonne avancée dans la spirale, un surdimensionnement peut affecter l'efficacité.